# Tienopiridin
Tienopiridini su klasa ADP receptor/P2Y12 inhibitora koji se koriste kao antitrombocitni agensi.

## Primeri
Primeri lekova iz ove grupe su:
- Prasugrel,[1]
- Tiklopidin
- Klopidogrel